# Bingöl (tartomány)
Bingöl tartomány Törökország egyik kelet-anatóliai tartománya. 1946-ban hozták létre Elazığ és Erzincan tartományok egyes részeiből. 1950-ig a Çapakçur nevet viselte. Szomszédos tartományok: Tunceli (Dersim), Erzurum, Muş, Diyarbakır, Erzincan és Elazığ. A tartomány területe 8125 km², lakosainak száma 245 243 fő. A területen élnek kurdok és zazaki nyelvet beszélők is. A tartomány székhelye Bingöl városa.

## Ilcsék
Bingöl tartomány az alábbi ilcsékre oszlik: Adaklı (Azarpêrte), Bingöl (Çolig), Genç (Darê Hêni), Karlıova (Qarliova), Kiğı (Gêğiye), Solhan (Solxan), Yayladere (Xolxol) és Yedisu (Çerme).

## Földrajz
Néhány magasabban fekvő fennsík kivételével hegyek borítják, területének csak 8%-a hasznosítható mezőgazdasági célokra. Elsődleges az állattenyésztés szerepe, ebből is kitűnik a juh és a kecske. Ipara nincs.

## Látnivalók
- Bingöl tartományi székhelytől 72 km-re, északnyugatra a bizánci eredetű Kiği vár.